# Won Triều Tiên
Won Triều Tiên (tiếng Hàn Quốc: 원 (圓)) là tiền tệ ở Bắc Triều Tiên và Hàn Quốc. Won được chia thành 100 chon (錢; ở Hàn Quốc cũng đánh vần là jeon). Won được giới thiệu là tiền tệ Triều Tiên vào năm 1902 thay thế cho đồng yên. Năm 1910, cùng với sự chiếm đóng của Nhật Bản tại Hàn Quốc, đồng won đã được thay thế bằng đồng yên.

## Lịch sử
Vào năm 1910, Nhật Bản đã chính thức sáp nhập Triều Tiên vào thuộc địa của mình, điều này có nghĩa là hệ thống tiền tệ bản địa Triều Tiên sẽ trở thành một nhánh của hệ thống tiền tệ Nhật Bản. Là một phần của các cải cách Triều Tiên trong thời kỳ thuộc địa, tiền tệ Triều Tiên đã bị đình chỉ; Đồng tiền Nhật Bản sau đó đã được đưa vào bán đảo để thay thế nó, mặc dù người Nhật không tạo ra chương trình thu hồi "sự cố", chín năm sau vào năm 1919, chỉ có 25% số đồng xu won của Hàn Quốc vẫn được lưu hành. 75% tiền đúc Triều Tiên đã bị người Nhật rút.
Đồng won tương đương với đồng yên Nhật và được thay thế bằng đồng yên Hàn Quốc vào năm 1910 trong Thời đại thuộc địa. Năm 1910, Ngân hàng Triều Tiên (Joseon) được đổi tên thành Ngân hàng Triều Tiên (Korea) (tiếng Hàn: 조선은행; Hanja: 朝鮮銀行), nơi phát hành các ghi chú có mệnh giá bằng đồng yên và sen.

## Tiền xu và tiền giấy
Tiền xu được sản xuất mang các mệnh giá, 1 (cả bằng điếu), 5 (đồng niken), 10 và 20 chon (bạc 800 argent) cũng như ½ (800 ‰ bạc), 5, 10 và 20 won (hoặc 900). Tất cả đều mang tên quốc gia bằng chữ Hán, Đại Hàn (大韓) cũng như tên thời đại, Guangwu (光武) cho triều đại của Hoàng đế Cao Tông (1897-1907) và Yunghui (隆熙) đối với Thế Tông (1907-1910). Chỉ có mệnh giá được chỉ định bằng các ký tự Hàn Quốc và phương Tây.
Không có vé trúng thưởng đã được kích hoạt. Tuy nhiên, tiền giấy bằng đồng yên Hàn Quốc đã được in bởi ngân hàng Dai-Ichi Kangyo ("ngân hàng quốc gia đầu tiên" của Nhật Bản).
|  |  |  |  |  |  |  |